# البرتو بلسوئه
البرتو بلسوئه (انگلیسی: Alberto Belsué؛ زادهٔ ۲ مارس ۱۹۶۸) بازیکن فوتبال اهل اسپانیا است.
از باشگاه‌هایی که در آن بازی کرده‌است می‌توان به باشگاه فوتبال ایراکلیس ۱۹۰۸، باشگاه فوتبال نومانسیا، باشگاه فوتبال دپورتیوو آلاوس، و باشگاه فوتبال رئال ساراگوسا اشاره کرد.
وی همچنین در تیم ملی فوتبال اسپانیا بازی کرده‌است.